# Bionectria aurantia
Bionectria aurantia är en svampart som först beskrevs av Penz. & Sacc., och fick sitt nu gällande namn av Rossman, Samuels & Lowen 1993. Bionectria aurantia ingår i släktet Bionectria och familjen Bionectriaceae.   Inga underarter finns listade i Catalogue of Life.